# 姆沙涅齊 (捷列博夫利亞區)
49°13′46″N 25°46′45″E / 49.22944°N 25.77917°E
姆沙涅齊（烏克蘭語：Мшанець）是位於烏克蘭西部特諾皮爾州裏特諾皮爾區的村莊，始建於十六世紀，面積2.43平方公里，海拔高度357米，人口1,000，人口密度每平方公里452.4人。